# Виконавче розпорядження (фільм)
Виконавче розпорядження (Medida Provisória) — бразильська драма-антиутопія 2020 року режисера Лазаро Рамоса, заснована на творі «Намібія, ні!» Алдрі Анунсьясао.

## Про фільм
Близьке майбутнє в Бразилії. Після того, як лікар Капіту і юрист Антоніо подали до суду на авторитарний бразильський уряд щодо компенсації нащадкам африканських рабів, колись привезених до країни, їх та всіх інших чорношкірих громадян мають відправити до Африки.
Після цього обурливого розпорядження розпочинається полювання на темношкірих громадян, яких проти їхньої волі висилають до Африки.
Поки армія та поліція займаються виконанням розпорядження, Антоніо відправляє свого дядька на пошуки лікаря, який приєднався до руху опору. Вони разом борються проти божевілля, яке поширилося в країні, піднімаючи опір, який надихає націю.

## Знімались
| Актор            | Роль           |
| ---------------- | -------------- |
| Альфред Енох     | Антоніо Гама   |
| Таїс Араужо      | Капіту         |
| Сеу Джордж       | Андре Родрігес |
| Адріана Естевес  | Ісабель        |
| Рената Сорра     | Ізілдінья      |
| Гілтон Кобра     | Гаспар         |
| Еміцида          | Берто          |
| Алдрі Анунсіасао | Іван           |
| Флавіо Бауракі   | Кабенгуеле     |
| Маріана Ксав'єр  | Сара           |
| Ана Паула Бузас  | Річчі          |
| Пабло Санабіо    | Бланко         |
| Клаудіо Габріель | Лобато         |